# Мерлино, Марио Микеле
Марио Микеле Мерлино (итал. Mario Michele Merlino; 2 июня 1944 года, Рим) — итальянский неофашист и анархист, историк, публицист, философ и писатель. Боевик Национального авангарда, ближайший соратник Стефано Делле Кьяйе. Активист неофашистского студенческого движения, участник Битвы в Валле-Джулии и ряда других уличных столкновений. Основатель анархистского «Кружка 22 марта». Разработчик доктрины и ведущий идеолог анархо-фашизма. Деятель «свинцовых семидесятых». Привлекался к суду за террористическую атаку 12 декабря 1969 года, полностью оправдан. Автор ряда социально-философских и историко-художественных произведений.

## Радикал неофашизма
Родился в семье убеждённого фашиста, получил соответствующее воспитание.

2 июня 1944 мой отец видел немецкого солдата, скрывшегося в монастыре. Как раз тогда, когда я появился на свет. Солдат бросил свою винтовку. Кто-то должен был поднять её, чтобы продолжить вечную борьбу крови против золота.

Марио Мерлино

В подростковом возрасте неоднократно участвовал в драках со сверстниками коммунистических взглядов. Учился в Римском университете, состоял в ультраправой студенческой организации FUAN-Caravella. Принимал активное участие в философско-политических дискуссиях. Работал над идейным синтезом неофашизма с анархизмом.
В 1962—1965 годах состоял в легальной неофашистской партии Итальянское социальное движение (MSI). Принадлежал к радикальному крылу Джорджо Альмиранте. Вышел из партии, разочаровавшись в умеренной позиции парламентского лидера Артуро Микелини. Состоял в боевой неофашистской группе Национальный авангард во главе со Стефано Делле Кьяйе. В составе группы ветеранов фашизма и неофашистских активистов встречался с князем Валерио Боргезе.
При этом Марио Мерлино активно взаимодействовал с анархистами. Был и остаётся одним из ведущих идеологов анархо-фашизма, разработчиком данной доктрины.

## Боевик-авангардист. Обвинение и оправдание
1 марта 1968 года Марио Мерлино вошёл в руководство студенческой протестной группы. Участвовал в битве в Валле-Джулии (Battaglia di Valle Giulia). Запечатлён на «канонической» фотографии в первом ряду боевиков, атакующих полицию. 16 марта 1968 принял участие в столкновении боевиков «Национального авангарда» с коммунистами.
В апреле 1968 года Мерлино в составе делегации «Национального авангарда» и «Каравеллы» посетил Грецию, изучая опыт крайне правого режима «чёрных полковников». В мае того же года организовал «Марш 22» — демонстрацию у посольства Франции в поддержку анархистского — «красно-чёрного» — студенческого движения. Контактировал также с молодёжными католическими группами. Состоял в анархистском «Бакунинском клубе» Пьетро Вальпреды. При этом оставался твёрдым и радикальным приверженцем фашизма и соратником Делле Кьяйе. Постепенно Мерлино разошёлся во взглядах и с Альмиранте, поскольку занимал более жёсткую и активную политическую позицию.
16 декабря 1969 года Марио Мерлино был арестован в составе группы анархистских боевиков. Они обвинялись в организации трёх взрывов в Риме, скоординированных с миланским взрывом на Пьяцца Фонтана. Происхождение этой террористической атаки в полной мере не прояснилось по сей день. На допросах Мерлино и Делле Кьяйе обеспечивали алиби друг другу. Три года Мерлино провёл в заключении. Его вина в терактах не получила доказательного подтверждения. Окончательно оправдан в январе 1986 года.

## В литературе и философии
Университетские экзамены Мерлино сдавал в тюрьме. Освободившись, занялся преподаванием истории и философии в Высшей школе Франциска Ассизского. Писал также литературные сочинения, занимался театральными постановками. Анализировал творчество Юкио Мисимы. Вёл активную пропаганду анархо-фашизма. В своих художественных произведениях, в том числе музыкальных постановках, прославлял военно-морские подвиги князя Боргезе, апологетировал Бенито Муссолини.
Марио Мерлино Издал более десятка книг по историко-философской тематике. Наибольшей известностью пользуются работа I venne Valle Giulia («Эта была Валле Джулия») и Atmosfere in nero («Атмосфера в чёрном»).
7 февраля 2014 года Мерлино презентировал новую книгу La guerra è finita («Война окончена»), написанную в соавторстве с Роберто Манчини. Книга рассказывает о двух солдатах итальянской армии, которые после капитуляции фашистской Италии 8 сентября 1943 решили продолжить войну в составе флотилии Боргезе X-MAS.

## Продолжение политической активности
Марио Мерлино возобновил тесное сотрудничество со Стефано Делле Кьяйе после его возвращения в Италию в конце 1980-х годов. К современным политическим структурам Мерлино формально не принадлежит, но активно выступает с позиций анархо-фашизма и революционного национализма.
В 2013—2014 годах стали отмечаться выступления Мерлино по ситуации в России и на Украине, проведение соответствующих исторических аналогий.

Восстание в Реджио-Калабрии оказывается единственным примером открытой борьбы народа, когда целый город встал на баррикады, вышел на улицы, и сами лидеры оказываются на улицах и узнают друг друга на баррикадах… Вы можете более пристально присмотреться — и провести параллели в истории — подобные явления уже происходили, это были восстание матросов в Кронштадте или махновщина на Украине…

Я до сих не понимаю, какую роль отвести Путину в России или России без Путина. Однако убежден, что нельзя игнорировать российский фактор. Только благодаря России мы сможем получить решение евро-азиатской проблемы.

Марио Мерлино
От своего имени, а также от имени Делле Кьяйе, Мерлино высказался в поддержку украинского революционного движения: Siamo noi, Stefano ed io, che rispettiamo la vostra battaglia — «Мы — Стефано и я — уважаем вашу борьбу». При этом Мерлино предостерёг Украину от сближения с Евросоюзом, в структурах которого он видит опасность бюрократического подавления и финансового закабаления народных движений.

Марио Мерлино (р. 1944), друг и соратник Делле Кьяйе по Национальному авангарду, всю жизнь пытался синтезировать анархистскую и фашистскую идеологию — как в теории, так и на практике, стремясь привлечь в ряды неофашистов анархиствующую молодежь, симпатизирующую левым. Он умудрялся одновременно состоять в «клубе Бакунина», организованном анархистами, и посещать Грецию в годы правления «черных полковников», чтобы перенять «передовой», по его мнению, опыт организации государственного управления. Вплоть до настоящего времени он активно проявляет себя в интеллектуальной и политической жизни Италии, выступает с политическими заявлениями. Одно из его последних появлений на свет было связано с выступлением по Украине, в котором он поддержал «Правый сектор» и других украинских ультраправых.— 
21 июня 2014 года Марио Мерлино выступил в Риме на конференции «Социальная солидарность» (мероприятие было приурочено к 54-й годовщине Национального авангарда) с докладом о «Битва в Валле-Джулии». 28 июня 2015 года, на следующей конференции «Социальная солидарность», Марио Мерлино зачитал делегатам послание «русских и украинских товарищей» — о совместной борьбе за «новую Европу народов — свободную от власти финансистов и чиновников».

## Работы
- Mario Merlino, Ritratti in piedi, Settimo Sigillo-Europa Libreria Editrice, 2001.
- Rodolfo Sideri — Mario Merlino, Inquieto Novecento, Edizioni Settimo Sigillo, Roma 2002.
- Mario Merlino, Strade d’Europa, Edizioni Settimo Sigillo.
- Mario Merlino, E venne Valle Giulia, Edizioni Settimo Sigillo.
- Mario Merlino — Roberto Mancini, La guerra è finita, Edizioni Ritter.